# 1014

## Evenimente
- 23 aprilie: Bătălia de la Clontarf (Irlanda). Confruntare între forțele conduse de regele irlandez Brian Boru și cele ale regelui de Leinster, Máel Mórda mac Murchada, încheiată cu moartea lui Brian Boru.
- 29 iulie: Bătălia de la Kleidion. Victorie decisivă a Imperiul Bizantin în Războaiele Bizantino-Bulgare.

### Nedatate
- iulie: Bătălia de la Salonic (Grecia). Guvernatorul bizantin al Salonicului, Teofilact Botaniates obține victoria asupra bulgarilor.
- august: Bătălia de la Strumica (Macedonia). Armata guvernatorului bizantin de Salonic este înfrântă de bulgarii răsculați, conduși de Gabriel Radomir.

## Decese
- 3 februarie: Svend I, rege al Angliei, Danemarcei și Norvegiei (n.c. 960)